# Cyprès et lauriers
Cyprès et lauriers, op. 156, est une œuvre pour orgue et orchestre composée par Camille Saint-Saëns en 1919 pour célébrer la victoire des Alliés lors de la Première Guerre mondiale. La partition est dédiée au président de la République française d’alors, Raymond Poincaré.

## Présentation
Cyprès et Lauriers est complété à Alger en mars 1919. La partition, dédiée au président de la République française Raymond Poincaré, est destinée à célébrer la victoire des Alliés lors de la Première Guerre mondiale.
Le premier mouvement, Cyprès, est composé pour orgue seul. Lauriers, le second et dernier mouvement, est écrit pour orgue et orchestre symphonique,.
Le diptyque est créé le 11 juillet 1919 au Casino d'Ostende, avec Saint-Saëns à l'orgue et Léon Jehin à la direction. En France, la partition est donnée le 24 octobre 1920 au Trocadéro par la Société des concerts du Conservatoire, sous la direction du compositeur, avec Eugène Gigout à l'orgue.

## Structure et analyse
L’œuvre, d'une durée moyenne d'exécution d'une quinzaine de minutes environ, comprend deux mouvements :
1. « Cyprès », poco adagio, à 
, de 112 mesures, pour orgue seul ;
2. « Lauriers », allegro non troppo, à 
, de 371 mesures, pour orgue et orchestre.

Les deux mouvements sont « nettement caractérisés » :

### Cyprès

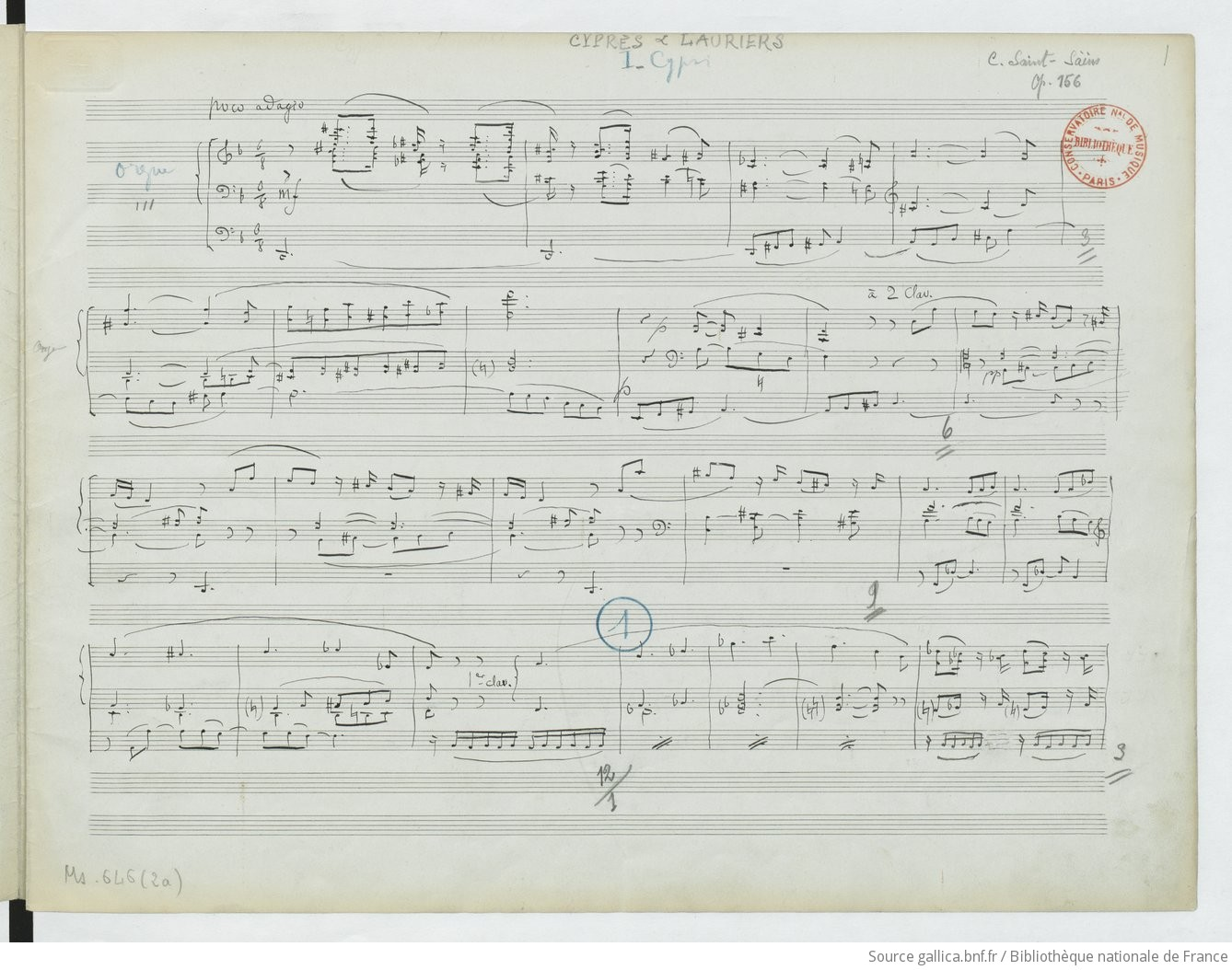
Manuscrit autographe de la première page de Lauriers (pour orgue seul).

À l'orgue seul, Cyprès « semble frappé au coin de la mélancolie et du désenchantement. [...] Toutes proportions gardées, on songe ici, par moments, aux Quatre derniers Lieder de Richard Strauss, autre témoignage bouleversant d'un grand artiste parvenu au terme de sa destinée et désespéré par l'absurdité guerrière des hommes ».
La pièce, d'une durée de huit minutes environ, est parfois jouée seule et figure encore au répertoire de plusieurs concertistes. Le musicologue François Sabatier souligne qu'elle « peut séduire par ses harmonies et son climat. Deux thèmes président à son élaboration parfois tourmentée, mais d'une inspiration vieillissante ».

### Lauriers

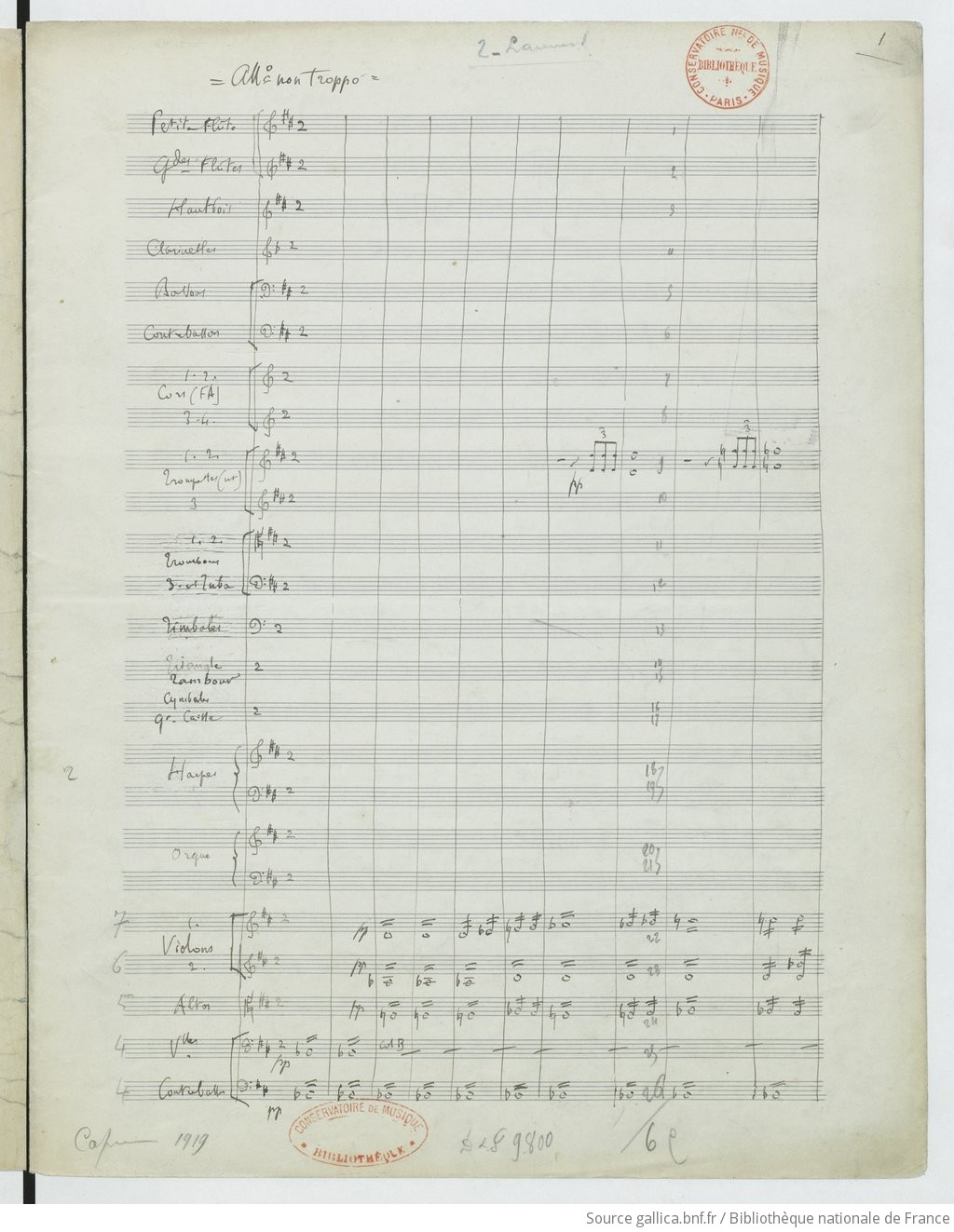
Manuscrit autographe de la première page de Lauriers (pour orgue et orchestre).

L'orchestre rejoint ensuite l'orgue avec Lauriers, « péroraison triomphale, comme si, une fois rendu l'hommage de la musique aux victimes, le temps était enfin venu du soulagement et de la renaissance ».
Cyprès et Lauriers, édité par Durand, porte le numéro d'opus 156 et, dans le catalogue des œuvres du compositeur établi par la musicologue Sabina Teller Ratner, le numéro 210.

## Instrumentation
La pièce est instrumentée pour orgue et orchestre symphonique :
| Instrumentation de Cyprès et lauriers                                   |
| Bois                                                                    |
| 1 piccolo, 2 flûtes, 2 hautbois, 2 clarinettes, 2 bassons, contrebasson |
| Cuivres                                                                 |
| 4 cors, 3 trompettes, 3 trombones, 1 tuba                               |
| Percussions                                                             |
| timbales, triangle, cymbales, tambour, grosse caisse                    |
| Claviers / cordes pincées                                               |
| orgue, harpe                                                            |
| Cordes                                                                  |
| premiers violons, seconds violons, altos, violoncelles, contrebasses    |

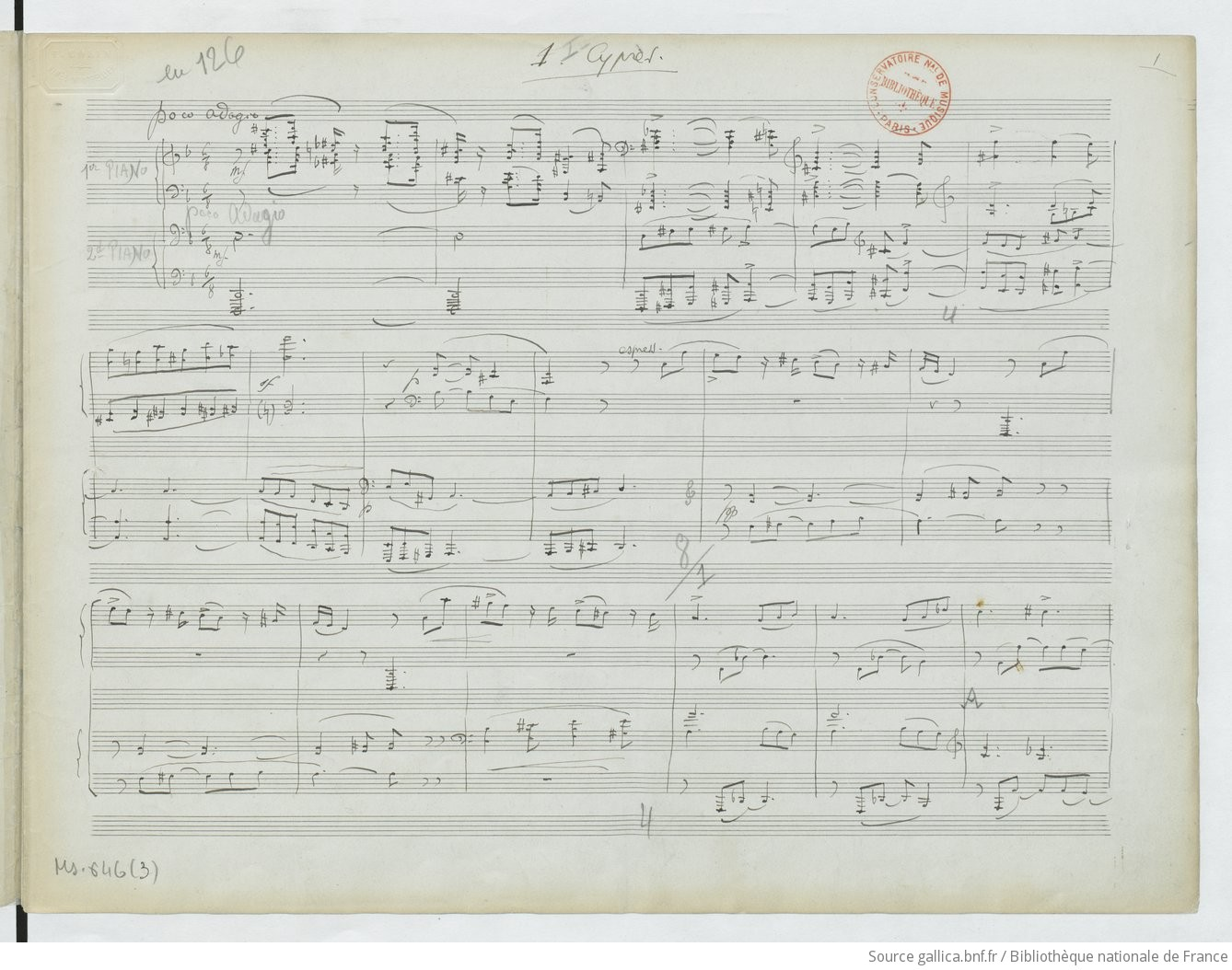
Manuscrit autographe de la première page de la transcription de l'auteur pour 2 pianos.

Saint-Saëns a également réalisé une transcription pour deux pianos de l'œuvre, publiée par Durand en 1919.

## Discographie
- Camille Saint-Saëns Edition, CD 9, Matthias Eisenberg (orgue), Orchestre du Capitole de Toulouse, Michel Plasson (dir.), Warner Classics 0190296746048, 2021[7].